# Ferenc-busz (Budapest)
A budapesti Ferenc-busz a IX. kerületben közlekedett körforgalomban, 2002 és 2008 között. Az Aszódi utca után a 81-es busz vonalán a József Attila-lakótelep érintésével a Könyves Kálmán körút – Mester utca útvonalon haladt a Drégely utcában található szakorvosi rendelőig. Innen visszafelé a Nagyvárad téri metróállomást érintve, majd az Üllői úton az Ecseri út, metróállomáshoz visszatérve, ismét a 81-es vonalán érte el az Aszódi utcai végállomását. A járat a IX. kerületi önkormányzat szerződése alapján járt. A vonalat a Budapesti Közlekedési Zrt. üzemeltette. A járműveket a Dél-pesti autóbuszgarázs állította ki.

## Története
2002. május 2-án Ferenc-busz néven új járatot indítottak a Szakorvosi rendelő és a József Attila-telep között. 2008. szeptember 8-ától már 281-es jelzéssel közlekedik.

## Útvonala
| Aszódi utca → Szakorvosi rendelő → Aszódi utca |
| --- |
| Aszódi utca vá. – Aszódi utca – Ecseri út – Üllői út szerviz útja – Dési Huber utca – Napfény utca – Lobogó utca – Toronyház utca – Dési Huber utca – Ifjúmunkás utca – Epreserdő utca – Ecseri út – Gyáli út – bevezető útja – Könyves Kálmán körút – Mester utca – Szakorvosi rendelő vá. – Drégely utca – Vaskapu utca – Haller utca – Üllői út – Ecseri út – Gyáli út – Füleki utca – Aszódi utca – Aszódi utca vá. |

## Megállóhelyei
| 0  | Aszódi utca végállomás               |                                 |
| 2  | Gyáli út                             | 81                              |
| 3  | Epreserdő utca                       | 81                              |
| 5  | Ecseri út, metróállomás              | 3 81                            |
| 6  | Ifjúmunkás utca                      | 81                              |
| 7  | Börzsöny utca                        | 81                              |
| 8  | Napfény utca                         | 81                              |
| 9  | Lobogó utca                          | 81                              |
| 10 | Távíró utca                          | 81, 84E, 89E, 123               |
| 11 | József Attila lakótelep, Lobogó utca | 81                              |
| 12 | Friss utca                           | 81                              |
| 13 | Pöttyös utca                         | 81                              |
| 14 | Börzsöny utca                        | 81                              |
| 15 | Aranyvirág sétány                    | 81                              |
| 16 | Ecseri út                            | 3 81                            |
| 17 | Közterületfenntartó Rt.              | 81                              |
| 24 | Ferencváros, MÁV-állomás             | 1, 21A 103 Budapest-Ferencváros |
| 25 | Mester utca                          | 1, 21, 21A 103                  |
| 30 | Szakorvosi rendelő                   | 21, 21A                         |
| 32 | Mester utca                          | 21, 21A, 24                     |
| 33 | Fehér Holló utca                     | 24                              |
| 35 | Nagyvárad tér                        | 24                              |
| 40 | Ecseri út                            | 3 81                            |
| 41 | Közterületfenntartó Rt.              | 81                              |
| 43 | Gyáli út                             | 81                              |
| 44 | Zombori utca                         | 81                              |
| 46 | Péceli utca                          | 81                              |
| 47 | Merényi Gusztáv Kórház               | 81                              |
| 48 | Füleki utca                          | 81                              |
| 50 | Aszódi utca végállomás               | 81                              |